# Fermín Cabal
Fermín Cabal (ur. 1948 w León, zm. 13 listopada 2023) – hiszpański dramatopisarz, reżyser i aktor teatralny.

## Życiorys
W latach 70. był związany z niezależnymi teatrami (Tábano, Los Goliardos, Ventas, Sala Cadarso i El Gayo Vallecano). Wystawia sztuki własne i innych autorów, m.in. American Buffalo Davida Mameta (1990), La estación H. Merino (1993), Feliz cumpleaños señor ministro Mendizábala. Jako dramaturg zwrócił uwagę premierami swoich sztuk Tú estás loco, Briones (1978), Fuiste a ver a la abuela??? (1979), Apage, Satana! (1979, 1993) i Esta noche gran velada (1983), a odniósł sukces dzięki dramatom współczesnym poruszające m.in. tematy narkomanii, terroryzmu i okrucieństwa - Caballito del diablo (1985) i Ello dispara (1990). Ponadto jest autorem scenariuszy filmowych i prac o hiszpańskim teatrze (m.in. Teatro español de los 80 z 1985 wraz José Luisem Alonso de Santosem i La situación del teatro en España z 1994). W latach 1986–1987 wykładał w Centro Nacional de Nuevas Tendencias Escénicas, a 1992 został wykładowcą Real Escuela Superior de Arte Dramático w Madrycie. Wraz z de Santosem jest zwolennikiem teatru określanego przez hiszpańską krytykę jako "nowy realizm" lub "neokostumbryzm".